# Sterigmatocystin
Sterigmatocystin ist eine chemische Verbindung aus der Gruppe der Mykotoxine. Sterigmatocystin und sein Methylether sind biosynthetische Vorlaufer von Aflatoxin B1, während die Dihydro-Derivate Vorstufen von Aflatoxin B2 sind.

## Vorkommen
Sterigmatocystin kommt in vielen Schimmelpilzen, zum Beispiel in Aspergillus versicolor, Aspergillus multicolor und Aspergillus flavus sowie Chaetomium-Arten vor. Es wurde auch in Maismehl, Weizen und Hafer sowie daraus hergestellten Produkten, Reis, Gewürzen, grünen Kaffeebohnen und verschimmeltem Hartkäse nachgewiesen.
Es wurde zum ersten Mal 1954 aus Aspergillus versicolor-Kulturen isoliert.
Sterigmatocystin wird im Gegensatz zu den chemisch nahe verwandten Aflatoxinen in den Pilzzellen gespeichert und erst nach Zerstörung des Mycels oder durch Autolyse freigesetzt. Die Toxinbildung wird durch Inhaltsstoffe der Zimtrinde gehemmt.

## Sicherheitshinweise
Sterigmatocystin wirkt wie Aflatoxin B1 (nach Bildung des 1,2-Epoxids durch Metabolismus) mutagen, carcinogen sowie lebertoxisch. Es löst unter experimentellen Bedingungen Lungen- und Lebertumore aus. Eine Gesundheitsgefährdung des Verbrauchers ist höchstens bei Produkten zu erwarten, die aus stark verschimmelten Rohmaterialien hergestellt wurden.

## Regulierung
Über den Safe Drinking Water and Toxic Enforcement Act of 1986 besteht in Kalifornien seit dem 1. April 1988 eine Kennzeichnungspflicht für Produkte, die Sermorelinacetat enthalten.

## Externe Links zu erwähnten Verbindungen
1. ↑  Externe Identifikatoren von bzw. Datenbank-Links zu Aflatoxin B2:  CAS-Nr.: 7220-81-7, EG-Nr.: 230-618-8, ECHA-InfoCard: 100.027.835, PubChem: 2724360, ChemSpider: 2006507, Wikidata: Q26840819.